# Dilemma
"Dilemma" é um single do rapper Nelly com participação de Kelly Rowland, que na altura ainda fazia parte do grupo Destiny's Child, lançado em 2002, do álbum de 2002 Nellyville. "Dilemma" foi o primeiro single internacional de Kelly Rowland fora das Destiny's Child (ela havia tido uma aparição em "Separated" de Avant, que foi lançada apenas nos EUA) e é também o primeiro single de seu primeiro álbum de estúdio, Simply Deep. Possui base melódica e usa alguns trechos da letra de "Love, Need and Want You" de Patti LaBelle, canção incluído seu álbum de 1983, I'm In Love Again. Patti também aparece em uma parte do videoclipe, fazendo o papel da mãe da personagem de Kelly Rowland. A parte de Kelly Rowland em "Dilemma" foi originalmente oferecida à Christina Aguilera, mas Aguilera recusou a oferta. Dois anos depois, Nelly se aproximou novamente de Aguilera para que ela gravasse "Tilt Ya Head Back", uma faixa aclamada pela crítica, mas com pouco sucesso comercial (em termos de Billboard Hot 100, a mais importante parada musical do mundo) do álbum seguinte de Nelly, Sweat.
"Dilemma" venceu o Prêmio Grammy para Melhor Colaboração de Rap/Canto no Grammy Awards de 2003.
A canção que atualmente ocupa o posto de maior duração na parada da maior rádio brasileira Jovem Pan FM é "Dilemma", com 61 semanas ao total, de 2002 a 2003.

## Videoclipe

### Produção
Um videoclipe para "Dilemma" foi planejado desde julho de 2002, antes de seu lançamento como o segundo single de Nellyville. Nelly queria que o vídeo fosse "suave", em contraste com seus videoclipes anteriores, a fim de enfatizar o enredo. O vídeo musical foi dirigido por Benny Boom e filmado entre 19 e 21 de agosto de 2002 no Universal Studios Hollywood, em Los Angeles, Califórnia. O basquetebolista Larry Hughes - então parte do Washington Wizards - aparece no vídeo como o namorado de Rowland e a cantora Patti LaBelle faz uma participação como mãe da protagonista. O videoclipe estreou no encerramento de um episódio do Making the Video da MTV, exibido em setembro daquele ano.
Segundo Rowland, a trama gira em torno de uma "nova garota da vizinhança" que se apaixona por seu vizinho Nelly apesar de já estar envolvida com outro homem, o que resultou em um "dilema". Em um momento do vídeo, Rowland tenta enviar uma mensagem de texto para Nelly através de um planilha eletrônica de seu Nokia 9210 Communicator. Anos mais tarde, durante uma entrevista ao programa televisivo australiano The Project, Nelly afirmou que o dispositivo era comum na na época, mas ficou "ultrapassado". Em entrevistas subsequentes, Rowland admitiu não saber o que era o Microsoft Excel, o que gerou uma resposta da conta oficial do aplicativo no Twitter.

### Enredo
O videoclipe apresenta o bairro fictício de "Nellyville", enquanto a música homônima é ouvida brevemente. Quando "Dilemma" começa, Nelly e Rowland sentam na varanda da frente de suas respectivas casas. Rowland e LaBelle interpretam uma mãe e filha que recentemente se mudaram para a casa em frente à de Nelly. Os dois novos vizinhos se cumprimentam, mas o namorado de Rowland chega e a repreende pela atitude. Em seguida, Nelly e Rowland se encontram em uma loja de discos. Confusa, Rowland deixa o local rapidamente ao notá-lo.
Rowland envia mensagens para Nelly em seu telefone de dentro de seu quarto, enquanto sequências de ambos os músicos flertando juntos na frente de um carro são esporadicamente intercaladas. Rowland e seu namorado fazem fila dentro de um cinema quando Nelly caminha em frente a eles com sua namorada. Eles trocam olhares enquanto se afastam um do outro com seus respectivos parceiros. Na cena final, LaBelle abre a porta da frente de sua casa e exige repetidamente que sua filha volte para dentro, enquanto o casal continua dançando do lado de fora durante a noite.

### Repercussão
Em uma análise retrospectiva, Ashley Perkins da revista Vibe reconheceu como o videoclipe continha "a quantidade certa de dramatização que permitisse um vislumbre de quão difícil era a situação de Nelly e Kelly". Perkins explicou ainda que a narrativa foi detalhada "sob uma ótica diferente da perspectiva da contraparte frustrada e fiel ou da outra personagem assustadora", que mais tarde seria replicada em canções como "Situationships" de Fabolous e "Distraction" de Kehlani. Para Bassil, o aspecto visual do videoclipe apresenta "coordenação indumentária [de cores]" e o visual despojado de Nelly permitiu a cena final da dança na rua.
Em 12 de julho de 2021, o videoclipe atingiu um bilhão de visualizações no YouTube, sendo o primeiro vídeo musical de ambos os artistas a alcançar tal feito. A conquista foi o terceiro videoclipe de hip hop lançado antes da existência da plataforma a registrar um bilhão de visualizações, depois de "In da Club" de 50 Cent e "Without Me" de Eminem.

## Faixas e formatos
| CD Single internacional |                                |         |  |
| N.º                     | Título                         | Duração |  |
| 1.                      | "Dilemma (edição de rádio)"    | 3:59    |  |
| 2.                      | "Dilemma (Jason Nevins Remix)" | 4:34    |  |
| 3.                      | "King's Highway"               | 5:31    |  |
| 4.                      | "Dilemma (videoclipe)"         | 4:49    |  |

| Vinil Single internacional (Lado A) |                                          |         |  |
| N.º                                 | Título                                   | Duração |  |
| 1.                                  | "Dilemma (edição de rádio)"              | 4:49    |  |
| 2.                                  | "Dilemma (edição de rádio de UK Garage)" | 4:49    |  |

| Vinil Single internacional (Lado B) |                                 |         |  |
| N.º                                 | Título                          | Duração |  |
| 1.                                  | "Dilemma (Jason Nevins Remix)"  | 4:34    |  |
| 2.                                  | "Dilemma (clean)"               | 4:49    |  |
| 3.                                  | "Dilemma (dirty)"               | 4:49    |  |
| 4.                                  | "Dilemma (instrumental)"        | 4:49    |  |
| 5.                                  | "Air Force Ones (clean)"        | 5:04    |  |
| 6.                                  | "Air Force Ones (dirty)"        | 5:04    |  |
| 7.                                  | "Air Force Ones (instrumental)" | 5:04    |  |

## Desempenho nas paradas musicais
"Dilemma" é uma das canções de maior sucesso de Nelly, dando a ele seu primeiro single número um em vários países, como o Reino Unido.
Nos EUA, o single se tornou um hit da metade ao final de 2002. Antes que "Hot In Herre" tivesse aparecido nas paradas, algumas estações de rádio já estavam tocando "Dilemma" em Julho de 2002. Ela rapidamente foi aclamada nas paradas e tomou o lugar de "Hot In Herre" na posição #1 após 7 semanas. A canção também alcançou a posição n.º 1 no Hot 100 antes mesmo que o videoclipe fosse gravado, já que a gravadora de Nelly não esperava que a canção fosse fazer tanto sucesso e acharam que teriam bastante tempo para gravarem o videoclipe.
Foi a 8ª canção de maior sucesso no mundo em 2002, de acordo com a United World Chart. Em 2003, foi a 23ª canção de maior sucesso do ano.

### Tabelas musicais
| Top (2002/2003)                             | Melhor posição |
| ------------------------------------------- | -------------- |
| Australian Singles Chart                    | 1              |
| Austrian Singles Chart                      | 2              |
| Belgian (Flanders) Singles Chart            | 1              |
| Belgian (Wallonia) Singles Chart            | 3              |
| Canadian Singles Chart                      | 3              |
| Danish Singles Chart                        | 2              |
| Dutch Top 40                                | 1              |
| Eurochart Hot 100                           | 1              |
| Finnish Singles Chart                       | 10             |
| French Singles Chart                        | 6              |
| German Singles Chart                        | 1              |
| Hungria (Rádiós Top 40)                     | 1              |
| Irish Singles Chart                         | 1              |
| Italian Singles Chart                       | 3              |
| New Zealand Singles Chart                   | 2              |
| Norwegian Singles Chart                     | 2              |
| Romania (Romanian Top 100)                  | 75             |
| Swedish Singles Chart                       | 2              |
| Swiss Singles Chart                         | 1              |
| UK Singles Chart                            | 1              |
| U.S. Billboard Hot 100                      | 1              |
| U.S. Billboard R&B/Hip-Hop Singles & Tracks | 1              |
| U.S. Billboard Top 40 Mainstream            | 1              |
| United World Chart                          | 2              |